# Prionotus stearnsi
Prionotus stearnsi is een straalvinnige vissensoort uit de familie van ponen (Triglidae). De wetenschappelijke naam van de soort is voor het eerst geldig gepubliceerd in 1885 door Jordan & Swain.